# Collège de Navarre
Le collège de Navarre est une institution pédagogique de l'ancienne université de Paris. Il a été fondé en 1304 à Paris grâce à Jeanne Ire de Navarre. Épouse de Philippe le Bel, elle lègue son hôtel de la rue Saint-André-des-Arts pour établir rue de la Montagne-Sainte-Geneviève un collège destiné à recevoir des étudiants de son royaume.

## Histoire

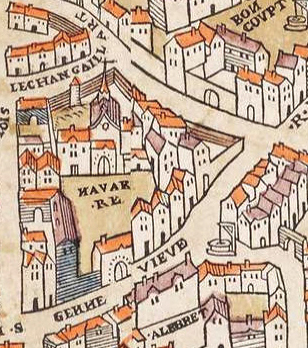
Collège de Navarre sur le plan de Truschet et Hoyau, vers 1550.

Aussitôt après le legs de Jeanne Ire de Navarre, épouse de Philippe le Bel, il fut décidé de vendre l'hôtel de la rue Saint-André-des-Arts et de construire un nouveau bâtiment rue de la Montagne-Sainte-Geneviève (site de l'ancienne École polytechnique). La première pierre fut posée le 12 avril 1309.
L'entrée en était ouverte, sans condition de naissance, de famille ou d'âge, à tout Français pauvre qui se destinait à l'étude de la grammaire, de la logique ou de la théologie (à l’exclusion de la médecine et du droit).
L’établissement est dirigé, dès les origines, par un grand maître supervisant les études des pensionnaires. Il conservait la protection royale. Ainsi, en septembre 1480, Louis XI lui octroya 2 000 livres tournois de rente par ses lettres patentes. Il y avait également établi en janvier 1475 une bourse pour un des enfants de chœur de la cathédrale de Paris.
Durant la seconde moitié du XVIe siècle, le duc d'Anjou, futur Henri III de France, Henri de Bourbon, prince de Navarre et futur roi Henri III de Navarre et Henri IV de France ainsi que Jean-Louis de Nogaret de la Valette, futur duc d'Épernon, y font leurs classes sur les mêmes bancs. Leurs années de collège seront déterminantes pour comprendre les alliances de ces trois personnages. 
En 1732, les grands maîtres, proviseur principal et officiers du collège, demandent la permission de faire couper 22 arpents et 50 perches de bois mis en réserve dans la commune de Septvaux sur laquelle le collège possédait des bois, afin de restaurer une partie des édifices de l'établissement.

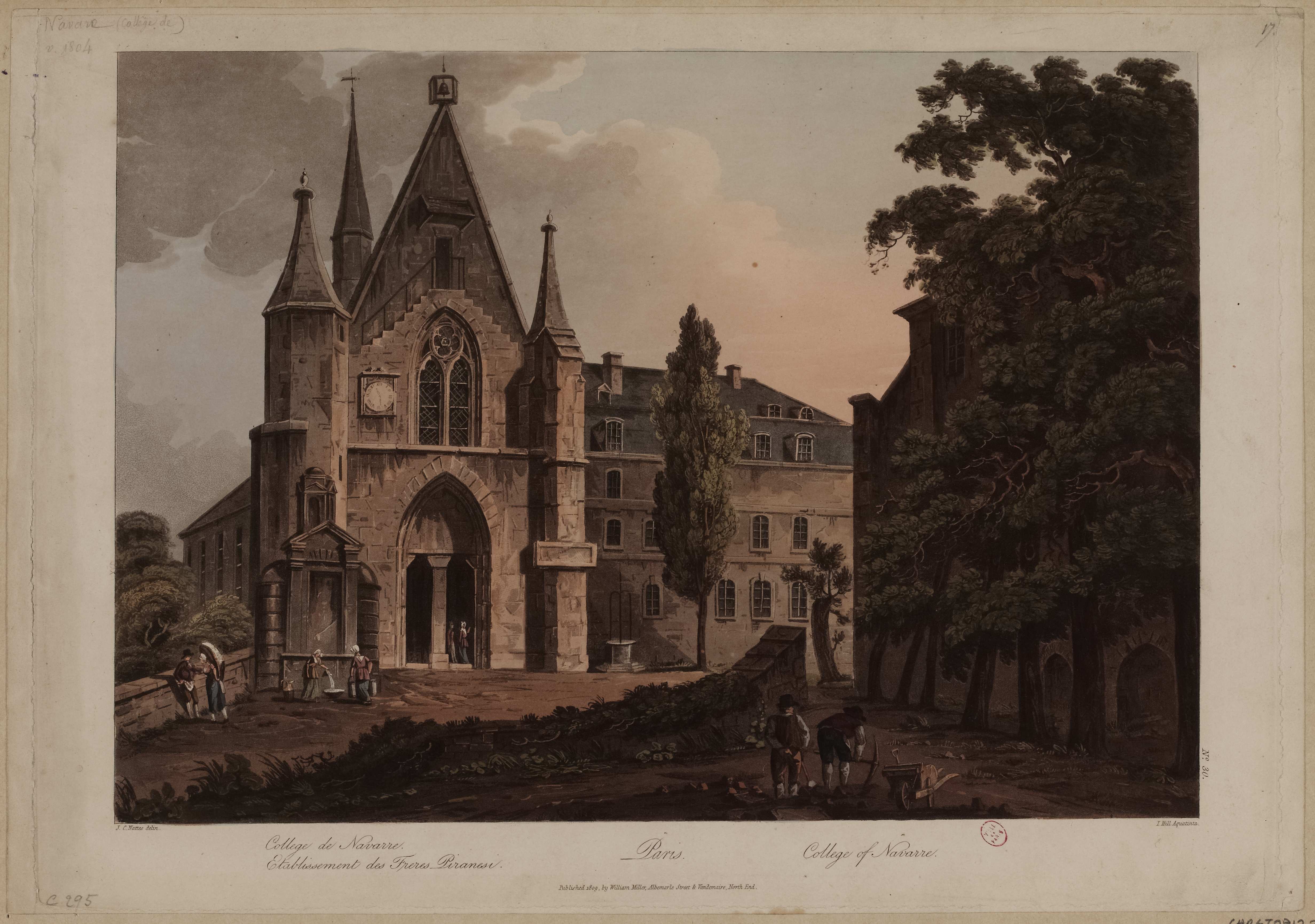
Sa chapelle sur une image du XIXe siècle.

Sa chapelle servait pour les offices et services de la Nation de France de la faculté des arts. Y était conservée la moitié d'une côte de saint Guillaume de Bourges, qui fut donnée en 1407 par Jean Ier de Berry à Jean Archer, procureur de la Nation de France.
Supprimé à la Révolution, c'est dans les locaux désaffectés du collège de Navarre, rue de la Montagne-Sainte-Geneviève et du collège de Boncourt que s'est installée l'École Polytechnique en 1804. Les bâtiments furent démolis les uns après les autres, en particulier l'entrée en 1811 et le bâtiment médiéval de la bibliothèque dans la seconde moitié du XIXe siècle, tous détruits dans l'indifférence générale. Le seul vestige qui subsiste est l’avant-corps du pavillon Joffre, construit entre 1738 et 1740 par Jérôme Beausire.

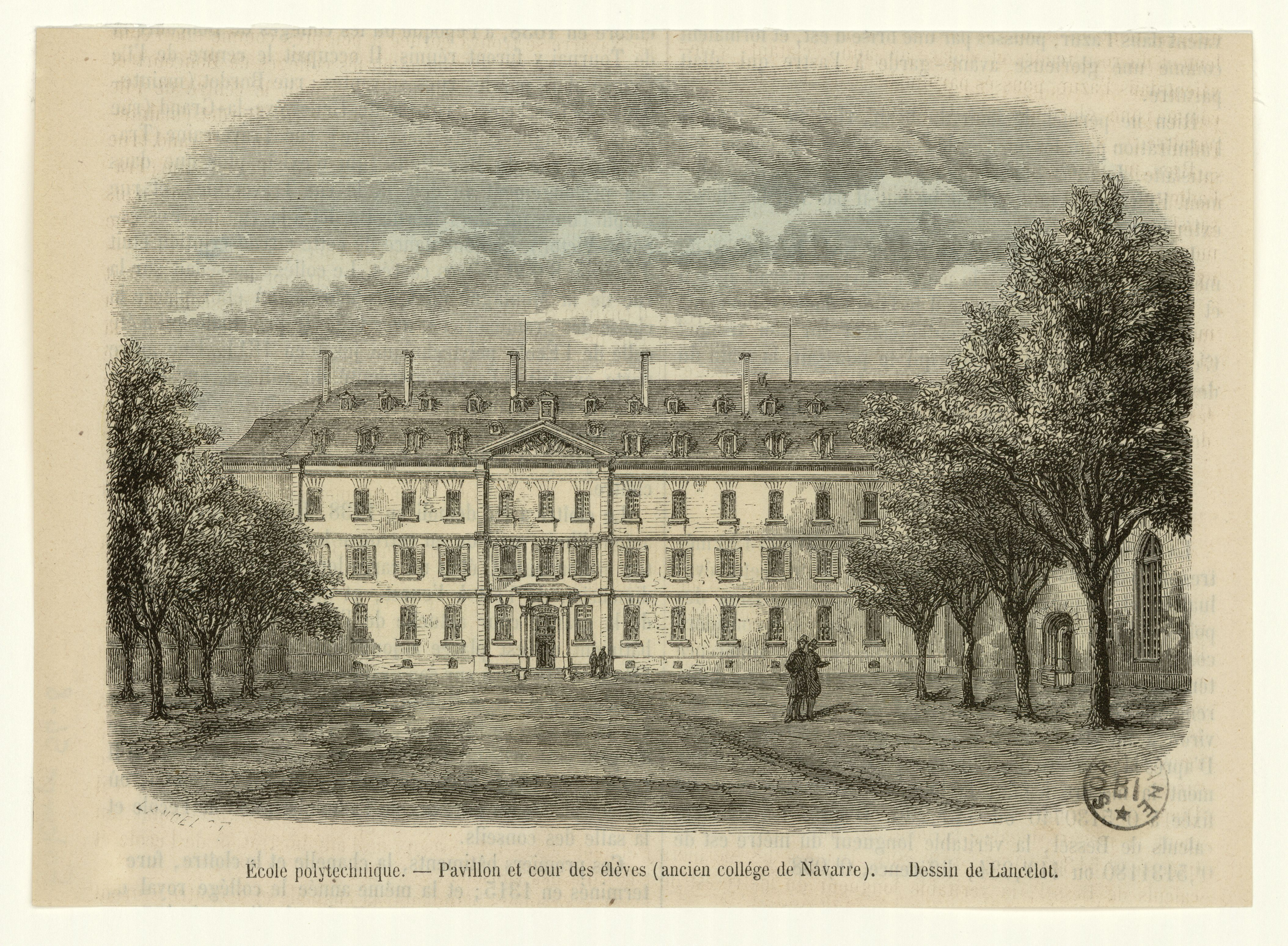
Lancelot, estampe du pavillon et de la cour des élèves de l'ancien collège de Navarre (Bibliothèque interuniversitaire de la Sorbonne, NuBIS).

### Cambriolage de 1456
Aux alentours de Noël 1456, le poète François Villon et plusieurs de ses complices malfaiteurs — dont Guy Tabarie —, s'introduisent de nuit dans le collège de Navarre, en y escaladant ses murs, pour dérober 500 écus d’or conservés dans les coffres de la sacristie. Le vol n’est découvert qu’en mars de l'année suivante.
Une enquête est ouverte sans que les auteurs soient identifiés. Mais en juin Guy Tabarie, trop bavard, est arrêté sur dénonciation. Torturé au Châtelet, il y dénonce ses complices dont Villon, qui fuit alors la capitale.

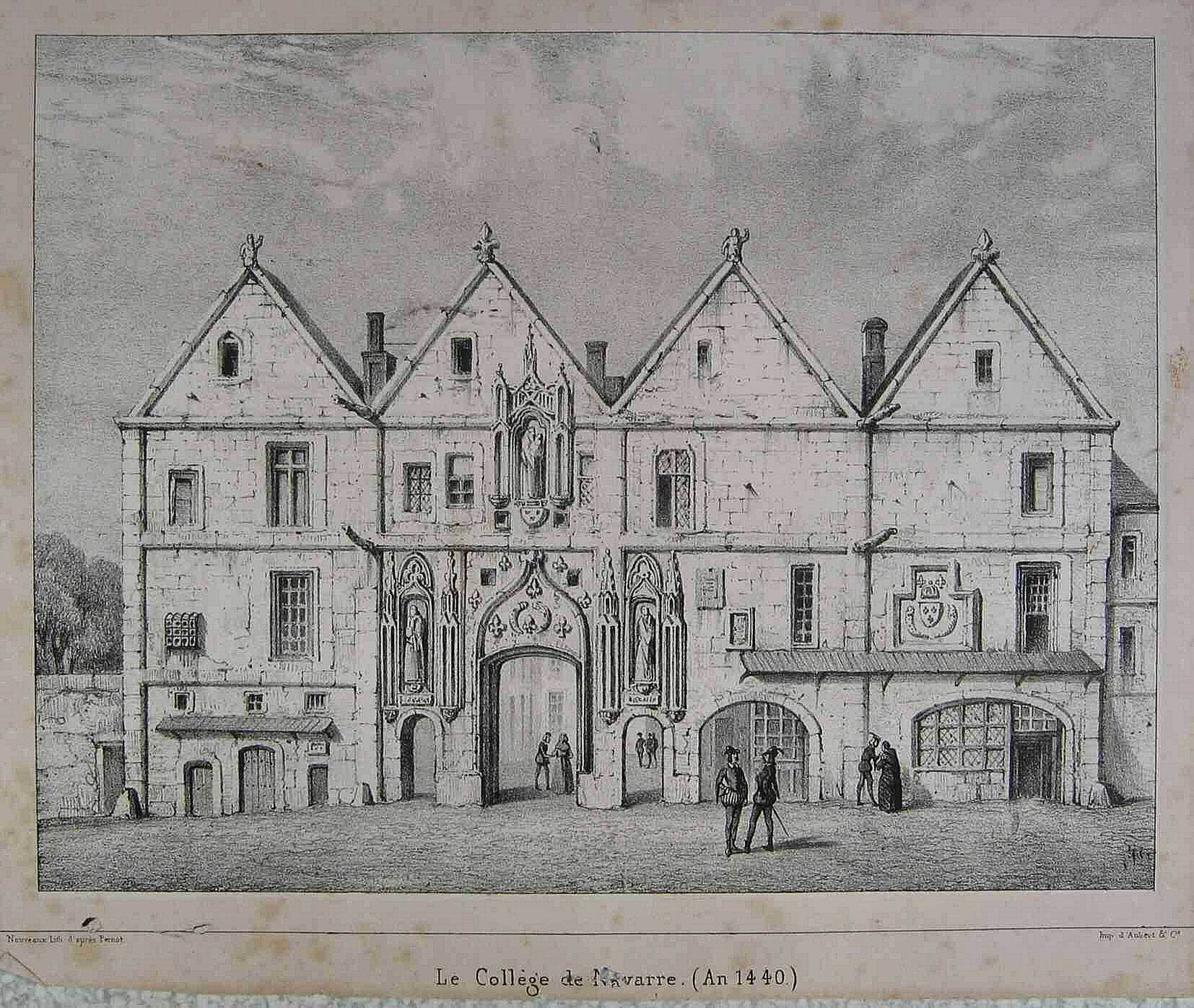
L'entrée du collège de Navarre rue de la Montagne-Sainte-Geneviève (illustration du XIXe siècle).

## Maîtres et régents
- Jean de Jandun (1285-1328)
- Nicolas d'Oresme (1356-1382)
- Pierre d'Ailly (1384-)
- Nicolas de Clamanges (~1410-), proviseur
- Jean Raulin[8], grand maître (1481)
- Louis Pinelle[9], grand maître (1497)
- Pierre Duval ou de Vale, grand maître (1509)
- Olivier de Lyon[10], grand maître (1518)
- Pierre Loret, grand maître (1525)
- Mathurin Cordier (1528-15??)
- Louis Lasseré (?-1547)
- François d'Amboise (1550-1619)
- Adrien d'Amboise (1551-1616)
- Jacques Naudot, (1561) prêtre, bachelier en théologie et principal des grammairiens du collège de Champagne dit de Navarre[11],
- Nicolas Cornet (1592-1663)
- Julien Fleury (1647-1725)
- Mathurin-Georges Girault de Kéroudou
- Jean Antoine Nollet (1700-1770)
- Mathurin Jacques Brisson (1721-1806)
- Joseph-Marie Gros (1742-1792)
- Edme-François Mallet

## Chapelains
- 1543[12]-1561 : Jean Bellair, ou Belair[13].

## Élèves célèbres
(classés par année de naissance)
- Philippe de Vitry (1291-1361)
- Nicolas d'Oresme (1325-1382)
- Pierre d'Ailly (1351-1420)
- Jean de Montreuil (1354-1418)
- Jean de Gerson (1363-1429)
- Nicolas de Clamanges (1363-1437)
- Guillaume Briçonnet (1470-1534)
- Chaumont d'Amboise (1473-1511)
- Louis II d'Amboise (1477-1517)
- Jean Benoît (1483-1573)
- Jean Hennuyer (1497-1578)
- Jacques Amyot (1513-1593)
- Pierre de La Ramée (1515-1572)
- Jacques Peletier du Mans (1517-1582)
- Pierre de Ronsard (1524-1585)
- connétable de Lesdiguières (1543-1626)
- François d'Amboise (1550- 1619)
- Adrien d'Amboise (1551-1616)
- Jean Meusnier (1552-1594)
- Jean Louis de Nogaret de La Valette (1554-1642)
- Jacques d'Amboise (1559-1606)
- cardinal de Richelieu (1585-1642)
- Henri d'Escoubleau de Sourdis (1593-1645)
- Jean de Launoy (1603-1678)
- Jacques-Bénigne Bossuet (1627-1704)
- Jean de Thévenot (1633-1667)
- Charles Étienne Louis Camus (1699-1768)
- André Morellet (1727-1819)
- Jean Goulin (1728-1799)
- Hubert Robert (1733-1808)
- Jean Marie du Lau (1738-1792)
- Condorcet (1743-1794)
- Anne-Louis-Henri de La Fare (1752-1829)
- André Chénier (1762-1794)
- François de Pange (1764-1796)
- Marc Antoine Jullien (1775-1848)
- Jean-François de Hercé (1776-1849)